# Рајко Кнежевић (официр)
Рајко Кнежевић  (Горња Пецка, 11. јун 1964) је пуковник Војске Републике Српске и бригадир ОСБиХ.

## Биографија
Средњу машинско-техничку школу завршио је 1983. у Јајцу, а у Београду Војну академију, смјер оклопно-механизоване јединице, 1987. године, Генералштабну
школу 1998. и Школу националне одбране 2004. године. Службовао је у гарнизонима Јастребарско и Вршац. Службу у ЈНА завршио је на дужности командира 1. тенковске чете Т-55 батаљона за обуку возача у наставном центру, у чину капетана. У ВРС је био од 21. децембра 1993. до њеног расформирања, 31. децембра 2005. Био је командант моторизованог батаљона у 65. заштитном пуку, начелник штаба, уједно замјеник команданта у истој јединици, начелник Одјељења за попуну и мобилизацију у Сектору за организацијско-мобилизацијске и персоналне послове ГШ ВРС. У чин пуковника унапријеђен је 12. маја 2002. Службу је наставио у Оружаним снагама БиХ, као командант 3. пјешадијског пука, у чину бригадира.